# Euphorbia biselegans
Euphorbia biselegans es una especie fanerógama perteneciente a la familia Euphorbiaceae. Es endémica de la Tanzania.

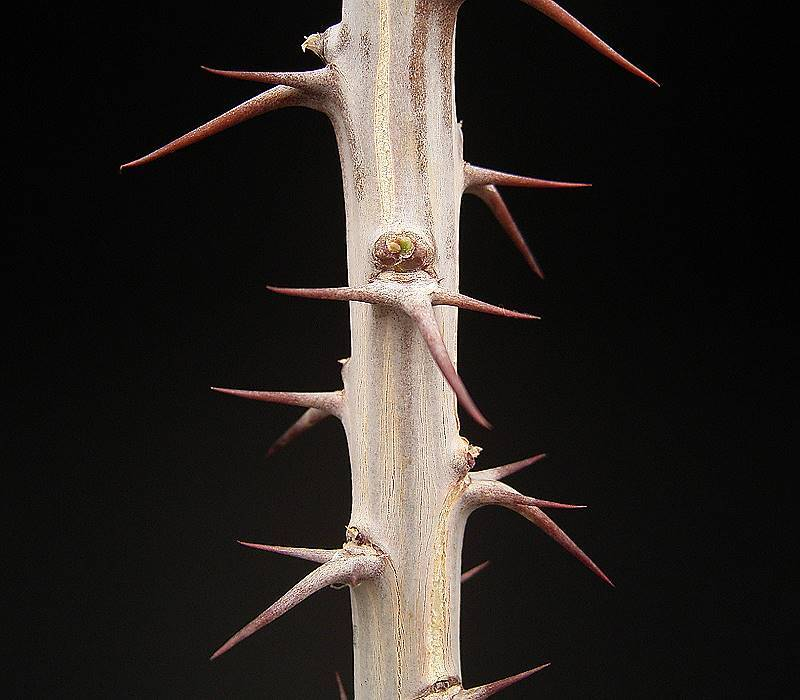
Detalle del tallo espinoso

## Descripción
Es un arbusto perenne con tallo carnoso con espinos.

## Distribución y hábitat
Se encuentra  en la misma zona que Monadenium arborescens en el Valle de Ruaha, esta especie es más abundante y no se limita a la piedra caliza, está más ampliamente distribuida en las laderas y las cumbres de las montañas circundantes.

## Taxonomía
Euphorbia biselegans fue descrita por Peter Vincent Bruyns y publicado en Taxon55: 412. 2006.
Etimología
Euphorbia: nombre genérico que deriva del médico griego del rey Juba II de Mauritania (52 a 50 a. C. - 23), Euphorbus, en su honor – o en alusión a su gran vientre –  ya que usaba médicamente Euphorbia resinifera. En 1753 Carlos Linneo asignó el nombre a todo el género.
biselegans: epíteto latino que significa "dos veces elegante".
Sinonimia
Monadenium elegans S.Carter